# 李晃
李晃（越南语：／，988年—1057年）又名李日㫕（越南语：／），越南李朝李太祖第八子。黎皇后黎氏佛银所生，李太宗同母兄。封威明王。李太宗派其治理大越邊陲乂安地區,功绩卓越百姓愛戴，其1057年去世後，中部各地祭祀其寺廟頗多。他的故事与传说被收录进《粤甸幽灵集》的《威明勇烈显忠佐圣孚祐大王》一卷。